# Sosnovskij rajon (Oblast' di Tambov)
Il Sosnovskij rajon (in russo Сосновский район?) è un rajon dell'Oblast' di Tambov, nella Russia europea; il capoluogo è Sonovska. Istituito il 16 luglio 1928, ricopre una superficie di 2.390 chilometri quadrati e consta di una popolazione di circa 35.000 abitanti.